# 法明代爾 (紐約州)
法明代爾（英語：Farmingdale）是位於美國紐約州拿騷縣的村。

## 人口
根據2020年美國人口普查的數據，法明代爾的面積為2.83平方千米，皆為陸地。當地共有人口8466人，而人口密度為每平方千米2,992人。